# オスナブリュック郡
オスナブリュック郡 (ドイツ語: Landkreis Osnabrück) はドイツ連邦共和国ニーダーザクセン州の南西部に位置する郡である。
面積 2,121 km2 は、エムスラント郡、ハノーファー広域連合についでニーダーザクセン州で 3番目に広い市町村連合体である。本郡は 34市町村からなり、このうち 8つが市である。17のアインハイツゲマインデ（単独自治体）と、合計17市町村が属す4つのザムトゲマインデがある。市町村の規模は7,000人弱から45,000人強までの間である。本郡は、オスナブリュッカー・ラント（オスナブリュック地方）の主要部分を占めている。
郡独立市のオスナブリュックは本郡の郡域には含まれないが、郡の南西境界と接している。オスナブリュックは本郡の郡行政機関所在地である。

## 地理

### 位置
郡域の北側 1/3 は海抜 50 m 程度の北ドイツ低地に属す。郡域の南側 1/3 にはトイトブルクの森とヴィーエン山地の山並みが西から東に連なっている。郡域を南から北にハーゼ川が貫いており、東部にはフンテ川が流れている。この2つの川はともにオスナブリュック郡内で湧出している。
郡全域は、郡独立市のオスナブリュックとともにオスナブリュッカー・ラントを形成している。この地域はさらに小さな区分であるアルトラント、グレーナガウ、ヴィットラーガー・ラントを含んでいる。
西側のテックレンブルガー・ラントは、隣接するノルトライン＝ヴェストファーレン州に属すオスナブリュッカー・ラントの延長である。歴史的にも、地形的にも、経済的にもオスナブリュッカー・ラントと緊密な関係であるにもかかわらず、しばしばミュンスターラント（ミュンスター地方）と記述される。

### 隣接する郡
本郡は北西から時計回りに以下の郡と境を接している: エムスラント郡、クロッペンブルク郡、フェヒタ郡、ディープホルツ郡（以上、ニーダーザクセン州。ディープホルツ郡とはわずか数km 接しているだけである）、以下ノルトライン＝ヴェストファーレン州のミンデン＝リュベッケ郡、ヘルフォルト郡、ギュータースロー郡、ヴァーレンドルフ郡、シュタインフルト郡。

### 自然保護区
オスナブリュック郡には 31 の自然保護区がある。最大のもの（ズッデンモーア/アンテン自然保護区）は 635 ha、最小のもの（シュヴァッテ・ペーレ自然保護区）は 4.3 ha である。

## 歴史

### 前史
現在のオスナブリュック郡は、郡独立市のオスナブリュック市を含め、1802年まで帝国直轄司教領であった旧オスナブリュック司教領に属していた。1803年に帝国代表者会議主要決議に基づき世俗化され、ハノーファー王国に属すこととなった。1807年から1813年までフランスの支配下に置かれたが、その後1866年まで再びハノーファー王国に属した。この年、普墺戦争の結果プロイセン王国がハノーファー王国を併合し、旧オスナブリュック司教領もプロイセン領となり、ハノーファー州に編入された。

### 1885年から1932年
元々のオスナブリュック郡は、1885年にプロイセンのハノーファー州にあった旧アムト・オスナブリュックから形成され、オスナブリュック県に属した。シンケルは1914年4月1日にオスナブリュック郡から分離され、オスナブリュック市に併合された。

### 1932年から1972年まで
1932年のプロイセンの郡再編によってイーブルク郡がオスナブリュック郡に併合された。これによりオスナブリュック郡の面積は2倍近くにまで拡大した。1940年4月1日、ハステが本郡から分離され、オスナブリュック市に編入された。1946年11月1日以降オスナブリュック地域は、新たに創設されたニーダーザクセン州の一部となった。
ニーダーザクセン州の地域再編に伴う最初の市町村合併が1968年にオスナブリュック郡で行われた。1970年1月1日、それまでホルツハウゼン郡に属していたズットハウゼンがオスナブリュック郡に編入された。

### 1972年以後
1972年7月1日の「オスナブリュック地域の市町村再編に関する法律」により郡および市町村境界の完全な刷新が行われた。ベルゼンブリュック郡、メレ郡、ヴィットラーゲ郡と、当時のオスナブリュック郡の大部分が合併して新たなオスナブリュック郡が形成された。アッター、ダルム、グレーテシュ、ヘレルン、リュストリンゲン、ナーネ、パイ、ヴォクストルプは郡独立市のオスナブリュック市に併合された。
1972年の地域再編は境界変更だけでなく、合併により大きな市町村を形成することで市町村数の低下をもたらした。1961年、上述の4郡にはあわせて261市町村が存在していた。このうち95が旧バーレンブリュック郡、56が旧メレ郡、31が旧ヴィットラーゲ郡、79が旧オスナブリュック郡であった。このうち8町村は上述の通りオスナブリュック市に併合された。残りが現在の34市町村に統合された。これにより、本郡には17の単独自治体と4つのザムトゲマインデ（アルトラント、ベルゼンブリュック、フュルステナウ、ノイエンキルヒェン）が形成された。旧メレ郡の市町村は合併してメレ市を形成した。旧ヴィットラーゲ郡からは現在のバート・エッセン、ボームテ、オスターカッペルンが成立した。
1974年3月1日に旧ベルゼンブリュック郡のフェルデン、ヘルステン、ヒンネンカンプの3町村がオスナブリュック郡からフェヒタ郡に移管され、ノイエンキルヒェン＝フェルデンの一部となった。

## 住民

### 人口推移
| 年                                                        | 人口（人） | 出典  |
| --------------------------------------------------------- | ---------- | ----- |
| 1890                                                      | 27,792     | [ 8 ] |
| 1900                                                      | 30,416     | [ 8 ] |
| 1910                                                      | 37,635     | [ 8 ] |
| 1925                                                      | 34,105     | [ 8 ] |
| 1932年イーブルク郡と合併                                  |            |       |
| 1933                                                      | 75,656     | [ 8 ] |
| 1939                                                      | 82,632     | [ 8 ] |
| 1946                                                      | 11,627     | [ 8 ] |
| 1950                                                      | 117,534    | [ 8 ] |
| 1960                                                      | 119,200    | [ 8 ] |
| 1969                                                      | 142,300    | [ 8 ] |
| 1972年 ベルゼンブリュック郡、メレ郡、ビットラーゲ郡が合併 |            |       |
| 1980                                                      | 286,400    | [ 8 ] |
| 1990                                                      | 305,400    | [ 8 ] |
| 1999                                                      | 353,038    | [ 9 ] |
| 2004                                                      | 359,399    | [ 9 ] |
| 2009                                                      | 357,056    | [ 9 ] |
| 2014                                                      | 351,316    | [ 9 ] |

### 宗教
オスナブリュック郡の地域では、宗教改革以後、宗教的に入り交じった状態にある。ヴェストファーレン条約により教会区は分割されたが、混合状態が完全に解消されることはなかった。当時、現在の郡域の多くを支配していたオスナブリュック司教領は25教区をカトリックとし、17教区がルター派、7教区がその混合（カトリックとルター派）とされた。ルター派信者は現在、福音主義ルター派ハノーファー地方教会に、カトリック信者はオスナブリュック司教区に属す。オスナブリュッカー・ラントはかつて宗教改革がなされた領邦と境を接しており、郡内は19世紀以降に宗教改革がなされた。宗教比率は、1945年以後の難民流入によって大きく変わることはなかった。1950年代以降はその他の福音主義宗派信者、正教徒、ムスリムが加わった。宗教比率は1990年代に旧ソヴィエト連邦からの移住者を受け容れたことで初めて変化した。ベルゼンブリュック周辺では宗教比率の逆転が起きた。

## 行政

### 郡長
2011年9月11日の選挙でミヒャエル・リュッバーマン (CDU) は、郡内住民の 41.26 % の支持票を得て新しい郡長に選出された。彼は2011年11月1日に郡長に就任した。2011年以前彼は、ザムトゲマインデ・ベルゼンブリュックの首長であった。
2019年6月16日にアナ・ケプシュル（同盟90/緑の党）がオスナブリュック郡の新たな郡長に選出された。現職だったミヒャエル・リュッバーマンは2019年5月26日の第1回投票で過半数を得ることができず、決選投票に持ち込まれた。後継者のアナ・ケプシュルは、2019年11月1日から郡長に就任した。

### 郡議会
2021年9月の郡議会選挙の結果、政党別議席数は以下の通りである。また2016年の結果も記述する。
| 政党                                  | 2021年     | 2021年  | 2016年     | 2016年  |
| 政党                                  | 得票率 (%) | 議席数  | 得票率 (%) | 議席数  |
| ------------------------------------- | ---------- | ------- | ---------- | ------- |
| ドイツキリスト教民主同盟              | 36.46      | 25      | 40.86      | 28      |
| ドイツ社会民主党                      | 28.44      | 19      | 29.48      | 20      |
| 同盟90/緑の党                         | 15.69      | 11      | 10.54      | 7       |
| 自由民主党                            | 7.23       | 5       | 4.86       | 3       |
| Unabhängige Wählergemeinschaft        | 3.80       | 3       | 4.09       | 3       |
| ドイツのための選択肢                  | 2.83       | 2       | 5.56       | 4       |
| 左翼党                                | 1.89       | 1       | 3.23.      | 2       |
| Basisdemokratische Partei Deutschland | 1.40       | 1       | -          | -       |
| パルタイ                              | 0.20       | 0       | -          | -       |
| Bündnis C – Christen für Deutschland  | 0.10       | 0       | -          | -       |
| Freie Wähler                          | 0.10       | 0       | -          | -       |
| Wählergruppen（UWGを除く）            | 2.08       | 1       | 0.91       | 1       |
| 合計                                  | 100        | 68      | 100        | 68      |
| 投票率                                | 57.91 %    | 57.91 % | 54.90 %    | 54.90 % |

オスナブリュック郡の住民は5年ごとに郡議会議員を選出する。
郡議会は郡の最高機関である。郡委員会は郡議会の決議の準備作業を行う機関で、郡議会で議決すべきでない事項について議論を行う。郡委員会には11の主要決議分野と、本来の機能である郡議会への助言が機能づけられている。

### 郡庁所在地
オスナブリュック郡の郡行政機関は、郡域に周囲の大部分を囲まれてはいるが郡に属さない独立市であるオスナブリュックに置かれている。これは、郡域外に郡行政機関が置かれているニーダーザクセン州で唯一の例である。これは、オスナブリュックが歴史的に本地域の中心都市であったことが背景となっている（かつてはオスナブリュック司教領の主邑で、現在は上級中心都市である）。

### 姉妹郡
- オルシュティン郡（ポーランド、ヴァルミア＝マズールィ県）1999年

歴史的関係やポーランドのEU加入を考慮してオスナブリュック郡はドイツ＝ポーランド友好関係の発展に特別な貢献を行った。これに先立ちポーランドのいくつかの郡と緊密な自治体関係を築いた。これに基づき郡とバート・エッセンは2007年にヴァウチュ郡との協力関係を宣言した。また、グリフィンスキ郡と緊密な交流を行っている。

### 地域同盟
本郡と郡独立市のオスナブリュック市が加盟する共同体であるオスナブリュッカー・ラント地域同盟は文化的事項関連業務を担っている。

### 紋章
オスナブリュック郡の紋章は金地で、銀の背景に6本スポークの黒い輪。その上に尖塔型の青い屋根を戴いた六角形の赤い塔が建っている。
「オスナブリュックの輪」は、オスナブリュック郡で頻繁に用いられている紋章デザインである。これは1200年頃にオスナブリュック司教が用いたもので、「神の車」、王の車、ひいてはキリスト教会を表している。これは旧約聖書の預言者エゼキエルの幻視に対する有力な解釈に基づく福音と教会の象徴として描かれている。オスナブリュック司教の輪は銀地に赤である。元々、赤であった輪は、郡の紋章に採用される際、オスナブリュック市の紋章と同じように黒くされた。
塔は、イーブルク城のベルクフリートである。イーブルク城はオスナブリュック司教ベンノによって11世紀に居城に改造された。このため、この塔は「ベンノ塔」とも呼ばれる。しかしこれは歴史的見地から正しくない。この塔は1482年から1508年に司教であったコンラート4世フォン・リートベルクによって初めて建設されたものである。
郡はこの紋章を1947年から用いている。

## 交通

### 道路交通
連邦アウトバーン:

- A1号線　プットガルデンからハンブルク、ブレーメン、ケルンを経由してザールブリュッケンまで
- A30号線　バート・ベントハイム（ドイツ語版、英語版）からバート・エーンハウゼンまで。バート・エーンハウゼンでベルリンに向かうA2号線に接続する。
- A33号線　オスナブリュックからビーレフェルトやパーダーボルンを経由してA44号線まで。

連邦道:

- B51号線　ケルン - ブレーメン
- B65号線　オスナブリュック - ハノーファー
- B68号線　パーダーボルン - ビーレフェルト - クロッペンブルク（ドイツ語版、英語版）
- B214号線　リンゲン - ブラウンシュヴァイク
- B218号線　フュルステナウ - ボームテ
- B402号線　エメン - フュルステナウ

ボームテは、シェアド＝スペース＝コンセプトの適用によって「ドイツ初の交通標識のない都市」として全国的な名声を得た。

### 鉄道
ハノーファー西鉄道は1855年にハノーファーからオスナブリュックまで建設され、1856年にライネまで延長された。ケルン＝ミンデン鉄道会社はオスナブリュックを1871年にブレーメンと、1873年にミュンスターと結びつけた。これによりオスナブリュックは重要な鉄道の乗り換え地点となった。
さらに、北に向かうオルデンブルク邦有鉄道は1876年にオルデンブルク行きの路線が開通し、フェヒタを経由してデルメンホルストへ行く路線がヘゼーペで分岐した。郡北西部のフュルステナウは、1879年にライネ鉄道会社のライネ - クヴァーケンブリュック線によって鉄道網に接続した。邦有鉄道網は1886年のプロイセン邦有鉄道オスナブリュック - ビーレフェルト線（「ハラー・ヴィレム」）で完結した。1865年から1870年には、貨物輸送に特化したゲオルクスマリーエンヒュッテ - ハスベルゲン線が設けられた。
この他に、ヴィットラーゲ軽便鉄道が1900年に、オスナブリュック - ブレーメン線から分岐する支線ホルツハウゼン＝ヘディングハウゼン - バート・エッセン - ボームテ線を開通させた。1914年にはボームテからダメへの路線が開通した。トイトブルガー・ヴァルト鉄道 (TWE) は、1900年/1901年にイベンビューレンからバート・イーブルクやトイトブルクの森の南端に当たるバート・ラーエルを経由してギュータースローに至る路線の運行を始めた。郡北部は、軽便鉄道リンゲン - ベルゲ - クヴァーケンブリュック線（軌道幅 750 mm）によって結ばれた。アンクムは、アンクム＝ベルゼンブリュッカー鉄道によって1915年に本線と結ばれた。
郡が運営するオスナブリュック郡鉄道会社 (VLO) は、現在、かつてのヴィットラーゲ軽便鉄道の路線で貨物列車を運行している。この他に「ハラー・ヴィレム」のニーダーザクセン州部分もこの会社に属している。ゲオルクスマリーエンヒュッテ - ハスベルゲン線も同じく貨物列車だけが運行しており、ゲオルクスマリーエンヒュッテ鉄道・輸送 GmbH が運営している。
鉄道網の総延長距離は最大 300 km に及んだ。そのうち 121 km で旅客運行が廃止されている。
- 1952年: 軽便鉄道 リンゲン - ベルゲ - クヴァーケンブリュック (29 km)
- 1962年: ヴィットラーゲ軽便鉄道 ダメ - フンテブルク (6 km)
- 1962年: アンクム＝ベルゼンブリュック鉄道 (5 km)
- 1966年: ヴィットラーゲ軽便鉄道 フンテブルク - ボームテ - プロイシシュ・オルデンドルフ (24 km)
- 1968年: TWE イベンビューレン - ギュータースロー (15 km)
- 1969年: クヴァーケンブリュック - ライネ線 (34 km)
- 1978年: ハスベルゲン - ゲオルクスマリーエンヒュッテ - エゼーデ (8 km)
- 1984年: 「ハラー・ヴィレム」オスナブリュック - ディッセン - ローテンフェルデ（2005年に再開）

現在旅客鉄道は以下の路線で運行している。
- レーネ - ライネ線: RE 60（ライネ - ブラウンシュヴァイク）、RB 61（バート・ベントハイム - ビーレフェルト）、広域鉄道アムステルダム - バート・ベントハイム - オスナブリュック中央駅 - ハノーファー - ベルリン (KBS 375[14])
- ヴァンネ＝アイケル - ハンブルク線: RB 66（ミュンスター - オスナブリュック）、RE 9（オスナブリュック - ブレーマーハーフェン）、広域鉄道ケルン - オスナブリュック中央駅 - ブレーメン - ハンブルク (KBS 385[15])
- オルデンブルク - オスナブリュック線 (KBS 392[16]): RE 18（オスナブリュック - ヴィルヘルムスハーフェン）
- デルメンホルスト - オスナブリュック線（フェヒタ経由）(KBS 394[17]): RB 58（オスナブリュック - ブレーメン）
- オスナブリュック - ビーレフェルト線「ハラー・ヴィレム」 (KBS 402[18]): RB 75（オスナブリュック - ビーレフェルト）

近郊交通の運営は、DBレギオ・ノルト、ノルトヴェストバーン、ヴェストファーレンバーンである。

### バス交通
郡内の近郊公共旅客交通の運営は PlaNOs（オスナブリュック近郊交通計画）が担っている。この会社は、オスナブリュック市施設局と郡の子会社である。この会社は郡内の近郊交通計画を立案している。
郡内のバス交通は、以下の会社が運営している。
- オスナブリュック市施設局（オスナブリュック市内との交通）
- ヴェーザー＝エムス・バス交通 (WEB)、郡内全域のバス路線
- オスナブリュック郡交通会社 (VLO)、郡北東部のバス路線
- シュラーゲ・ライゼン GmbH、メレ市の市バスほか
- アンクム＝ベルゼンブリュッカー鉄道 (ABE)、郡北西部のバス路線
- ミュンスターラント地域交通 GmbH (RVM)、ノルトライン＝ヴェストファーレン州行きのバス路線
- その他

本郡ではオスナブリュック交通会社の地域料金が適用される。

### 航空
最寄りの国際空港は、グレーヴェン近郊にあるミュンスター/オスナブリュック空港である。郡内には以下の飛行場（ほとんどがスポーツ飛行機専用飛行場である）がある。
- アハマー飛行場
- ボームテ＝バート・エッセン飛行場
- メレ＝グレーネガウ飛行場
- オスナブリュック＝アッターハイデ飛行場

### 水路
- ボームテ＝レッカーミューレ内陸運河港
- ブラームシェ内陸運河港

## 市町村
オスナブリュック郡は 34市町村からなる。このうち 8つの自治体が市である。
本郡には属さない郡独立市のオスナブリュック市が本郡の郡庁所在地である。
以下の括弧内の数値は、2023年12月31日現在の人口である。
アインハイツゲマインデ（単独自治体）
| 1. バート・エッセン (Bad Essen, 16,377) 2. バート・イーブルク (Bad Iburg, 10,574)、市 3. バート・ラーエル (Bad Laer, 9,203) 4. バート・ローテンフェルデ (Bad Rothenfelde, 8,614) 5. ベルム (Belm, 14,255) 6. ビッセンドルフ (Bissendorf, 15,028) 7. ボームテ (Bohmte, 13,019) 8. ブラームシェ (Bramsche, 31,801)、市、独立自治体 9. ディッセン・アム・トイトブルガー・ヴァルト (Dissen am Teutoburger Wald, 10,730)、市 10. ゲオルクスマリーエンヒュッテ (Georgsmarienhütte, 32,022)、市、独立自治体 11. グランドルフ (Glandorf, 6,699) 12. ハーゲン・アム・トイトブルガー・ヴァルト (Hagen am Teutoburger Wald, 13,510) 13. ハスベルゲン (Hasbergen, 11,018) 14. ヒルター・アム・トイトブルガー・ヴァルト (Hilter am Teutoburger Wald, 10,461) 15. メレ (Melle, 47,387)、市、独立自治体 16. オスターカッペルン (Ostercappeln, 10,208) 17. ヴァレンホルスト (Wallenhorst, 22,855)、独立自治体 | オスナブリュック郡の市町村図 |

ザムトゲマインデ とその構成自治体
* ザムトゲマインデの本部所在地
| - 1. ザムトゲマインデ・アルトラント (Samtgemeinde Artland, 24,258)、独立自治体 1. バートベルゲン (Badbergen, 4,761) 2. メンスラーゲ (Menslage, 2,511) 3. ノルトルプ (Nortrup, 3,039) 4. クヴァーケンブリュック * (Quakenbrück, 13,947)、市 - 2. ザムトゲマインデ・ベルゼンブリュック (Samtgemeinde Bersenbrück, 31,311)、独立自治体 1. アルフハウゼン (Alfhausen, 4,267) 2. アンクム (Ankum, 8,214) 3. ベルゼンブリュック * (Bersenbrück, 8,844)、市 4. エッガーミューレン (Eggermühlen, 1,862) 5. ゲールデ (Gehrde, 2,644) 6. ケッテンカンプ (Kettenkamp, 1,779) 7. リーステ (Rieste, 3,701) | - 3. ザムトゲマインデ・フュルステナウ (Samtgemeinde Fürstenau, 16,520) 1. ベルゲ (Berge, 3,609) 2. ビッペン (Bippen, 3,078) 3. フュルステナウ * (Fürstenau, 9,833)、市 - 4. ザムトゲマインデ・ノイエンキルヒェン (Samtgemeinde Neuenkirchen, 10,379) 1. メルツェン (Merzen, 3,907) 2. ノイエンキルヒェン * (Neuenkirchen, 4,650) 3. ヴォルトラーゲ (Voltlage, 1,822) |

## 訳注
1. ↑  ニーダーザクセン州の郡に属す自治体のうち、郡の機能を一部代行できる権限を有する自治体である。